# Les Rôdeurs de la plaine
Pour plus de détails, voir Fiche technique et Distribution.
Les Rôdeurs de la plaine (titre original : Flaming Star) est un  western américain de Don Siegel, sorti en 1960.

## Synopsis
Dans les années qui suivent la fin de la guerre de Sécession, le Texas est le lieu de rencontre de deux cultures : celles des Blancs et celles des Indiens. Elvis Presley incarne Pacer Burton, fils de fermier et d'une femme Kiowa. Lorsque des conflits brutaux explosent entre les deux communautés, Pacer se retrouve pris dans l'engrenage de la violence et de la haine.

## Fiche technique
- Titre original : Flaming Star
- Titre français : Les Rôdeurs de la plaine
- Réalisation : Don Siegel, assisté de Richard Talmadge
- Scénario : Clair Huffaker et Nunnally Johnson, d'après le roman Flaming Lance de Clair Huffaker
- Directeur de la photographie : Charles G. Clarke
- Direction artistique : Duncan Cramer (en) et Walter M. Simonds
- Décorateur de plateau : G.W. Berntsen et Walter M. Scott
- Costumes : Adele Balkan
- Montage : Hugh S. Fowler
- Musique : Cyril J. Mockridge ,Irving Gertz (non crédité) Jerry Goldsmith (non crédité)
- Chorégraphie : Josephine Earl
- Production : David Weisbart
- Société de production et de distribution : 20th Century Fox
- Pays : américain
- Langue : anglais
- Genre : Western
- Format : Couleur - CinemaScope - 35 mm - 2,35:1 - Son : Mono (Westrex Recording System)
- Durée : 101 minutes
- Dates de sortie :
  - États-Unis : 20 décembre 1960
  - France :  20 octobre 1961
- Affiche : Boris Grinsson (France)

## Distribution
- Elvis Presley (V.F : Michel Roux) : Pacer Burton
- Steve Forrest (V.F : Jean-Claude Michel) : Clint Burton
- Barbara Eden (V.F : Joelle Janin) : Rose Pierce
- Dolores del Río  (V.F : Lita Recio) : Neddy
- John McIntire (V.F : André Valmy) : Sam Burton
- Rodolfo Acosta  (V.F : Claude Bertrand) : Buffalo noir
- Ford Rainey  (V.F : Paul Ville) : Doc Phillips
- Roy Jenson  (V.F : Jean Clarieux) : Matt Holcom
- Perry Lopez  (V.F : Serge Lhorca) : Two Moons
- Pat Hogan  (V.F : Jean Clarieux) : Guerrier Indien 2
- Foster Hood  (V.F : Jacques Deschamps) : Guerrier Indien 3
- Lon Ballantyne  (V.F : Jean Berton) : Guerrier Indien 1
- Virginia Christine (non créditée) : Mme Phillips

## Elvis Presley et le film
Elvis Presley ne voulait pas chanter dans ce film dramatique. Le Colonel Parker lui a proposé de chanter juste la chanson du générique Flaming Star comme le titre original mais également une petite chansonnette de genre country.
La série d'œuvres d'Andy Warhol Triple Elvis, Double Elvis, Elvis I et II (1963), ... où l'on voit Elvis Presley en pied braquant son arme de poing vers le spectateur, un couteau à la ceinture, est tirée d'une image de ce film.